# Restes prehistòriques de Son Mut Vell - Es Figueral de Moro
Les restes prehistòriques de Son Mut Vell - Es Figueral de Moro és un jaciment arqueològic situat al costat de les cases de la possessió de Son Mut Vell, al lloc anomenat Es Figueral de Moro, del municipi de Llucmajor, Mallorca.
Dins la tanca del figueral de moro hom hi troba una paret de doble filada d'uns 12 m de llargària associada a diverses pedres de mida mitjana implantades "in situ", i a la pedra petita que omple el redol. La paret es troba al límit sud i s'interromp per la tanca que se li munta a sobre. Als voltants immediats no apareix ceràmica, però sí que n'hi ha a l'altra banda de la tanca, allà on està sembrat. Les fonts més antigues indiquen l'existència d'una cova que no es veu actualment.